# Nosaby socken
Nosaby socken i Skåne ingick i Villands härad, uppgick 1967 i Kristianstads stad och området ingår sedan 1971 i Kristianstads kommun och motsvarar från 2016 Nosaby distrikt.
Socknens areal är 25,11 kvadratkilometer varav 23,43 land. År 2000 fanns här 4 349 invånare. En del av Kristianstad med stadsdelen Nosaby och  sockenkyrkan Nosaby kyrka, tätorterna Hammar, Hammarslund och Balsby samt en mindre del av Viby ligger i socknen.

## Administrativ historik
Socknen har medeltida ursprung. 1614 utbröts en del av socknen till de då bildade Kristianstads stad och Kristianstads församling. Socknen införlivade omkring 1675 Åraslövs socken. 
Vid kommunreformen 1862 övergick socknens ansvar för de kyrkliga frågorna till Nosaby församling och för de borgerliga frågorna bildades Nosaby landskommun. Landskommunen utökades 1952 och uppgick 1967 i Kristianstads stad som 1971 ombildades till Kristianstads kommun. Församlingen utökades 2006.
1 januari 2016 inrättades distriktet Nosaby, med samma omfattning som församlingen hade 1999/2000.  
Socknen har tillhört län, fögderier, tingslag och domsagor enligt vad som beskrivs i artikeln Villands härad.

## Geografi
Nosaby socken ligger närmast öster om Kristianstad med Hammarsjön i söder och Råbelövssjön i norr. Socknen är en odlad slättbygd.

## Fornlämningar
Från stenåldern finns ett 50-tal boplatser och två hällkistor. Från bronsåldern finns gravhögar och skålgropsförekomster.

## Namnet
Namnet skrevs tidigt 1200-tal Nosaby och kommer från kyrkbyn. Efterleden är by, 'gård; by'. Förleden kan innehålla ett äldre namn på Råbelövskanalen bildat till nos, 'näs' då med oklar syftning..